# 7e cérémonie des Critics' Choice Movie Awards
La 7e cérémonie des Critics' Choice Movie Awards, décernés par la Broadcast Film Critics Association, a eu lieu le 11 janvier 2002, et a récompensé les filmssortis en 2001.

## Palmarès

### Meilleur film
- Un homme d'exception 
  - Ali
  - In the Bedroom
  - Le Seigneur des anneaux : La Communauté de l'anneau
  - The Barber
  - Memento
  - Moulin Rouge
  - Mulholland Drive
  - Terre Neuve
  - Shrek

### Meilleur acteur
- Russell Crowe pour le rôle de John Nash dans Un homme d'exception 
  - Sean Penn pour le rôle de Sam Dawson dans Sam, je suis Sam
  - Will Smith pour le rôle de Mohamed Ali dans Ali

### Meilleure actrice
- Sissy Spacek pour le rôle de Ruth Fowlerdans In the Bedroom 
  - Nicole Kidman pour le rôle de Satine dans Moulin Rouge
  - Renée Zellweger pour le rôle de Bridget Jones dans Le Journal de Bridget Jones

### Meilleur acteur dans un second rôle
- Ben Kingsley pour le rôle de Don Logan dans Sexy Beast 
  - Jim Broadbent pour le rôle de John Bayley dans Iris
  - Jon Voight pour le rôle de Howard Cosell dans Ali

### Meilleure actrice dans un second rôle
- Jennifer Connelly pour le rôle d'Alicia Nash dans Un homme d'exception 
  - Cameron Diaz pour le rôle de Julie Gianni dans Vanilla Sky
  - Marisa Tomei pour le rôle de Natalie Strout dans In the Bedroom

### Meilleure performance d'enfant
- Dakota Fanning pour le rôle de Lucy Diamond Dawson dans Sam, je suis Sam 
  - Haley Joel Osment pour le rôle de dans A.I. Intelligence artificielle
  - Daniel Radcliffe pour le rôle de dans Harry Potter à l'école des sorciers

### Meilleure distribution
- Gosford Park
  - Ocean's Eleven
  - La Famille Tenenbaum

### Meilleur réalisateur
- Ron Howard - Un homme d'exception
- Baz Luhrmann - Moulin Rouge
  - Peter Jackson - Le Seigneur des anneaux : La Communauté de l'anneau

### Meilleur scénariste
- Christopher Nolan - Memento
  - Akiva Goldsman - Un homme d'exception
  - Joel et Ethan Coen - The Barber

### Meilleure chanson originale
- Le Seigneur des anneaux : La Communauté de l'anneau (The Lord of The Rings: The Fellowship of the Ring) – Enya, Nicky Ryan et Roma Ryan pour la chanson May It Be
  - Kate et Léopold (Kate and Leopold) – Sting pour la chanson Until
  - Pearl Harbor – Diane Warren pour la chanson There You'll Be

### Meilleur film étranger
- Le Fabuleux Destin d'Amélie Poulain •  France
  - In the Mood for Love (花样年华) •  Hong Kong
  - No Man's Land •  Bosnie-Herzégovine

### Meilleur film de famille
- Harry Potter à l'école des sorciers

### Meilleur film d'animation
- Shrek
  - Monstres et Cie
  - Waking Life

### Meilleur téléfilm
- Life With Judy Garland: Me and My Shadows

### Meilleure musique de film
- "May It Be", Enya - Le Seigneur des anneaux : La Communauté de l'anneau 
  - "Vanilla Sky", Paul McCartney - Vanilla Sky
  - "Until", Sting - Kate et Léopold

### Meilleur compositeur
- Howard Shore pour la composition de la bande originale de Le Seigneur des anneaux : La Communauté de l'anneau

### Meilleur acteur dans un téléfilm
- James Franco - James Dean

### Meilleure actrice dans un téléfilm
- Judy Davis - Life With Judy Garland: Me and My Shadows

## Récompenses et nominations multiples

### Nominations multiples
Films
5 : Un homme d'exception
4 : Le Seigneur des anneaux : La Communauté de l'anneau
3 : Ali, In the Bedroom, Moulin Rouge
2 : The Barber, Memento, Harry Potter à l'école des sorciers, Shrek, Sam, je suis Sam, Vanilla Sky

### Récompenses multiples
Films
4/5 : Un homme d'exception
2/4 : Le Seigneur des anneaux : La Communauté de l'anneau